# Летние Сурдлимпийские игры 1931
III Международные игры глухих прошли в немецком городе Нюрнберге . Игры проводились с 19 по 23 августа  1931 года, участие в них приняли 316 спортсменов из 14 стран.

## Виды спорта
Программа III Международных игр глухих включала 7 спортивных дисциплин (6 из которых индивидуальные, 1 — командная).

### Индивидуальные
- Лёгкая атлетика
- Велоспорт
- Плавание
- Прыжки в воду
- Теннис
- Пулевая стрельба

### Командные
- Футбол

## Страны-участницы
В III Международных игр глухих приняли участие спортсмены из 14 государств:
- Австрия
- Бельгия
- Великобритания
- Венгрия
- Германия
- Дания
- Италия
- Нидерланды
- Норвегия
- Финляндия
- Франция
- Чехословакия
- Швейцария
- Швеция